# 羅津站
羅津站（：／ Rajin yŏk */?）是朝鮮民主主義人民共和國罗先特别市羅津區域的一個鐵路車站，属于咸北线、平罗线和羅津港線。

## 邻近车站
咸北线
雄羅站 - 羅津站
平罗线
明湖站 - 羅津站
羅津港線
羅津站 - 羅津港站